# Bivacco Crozzon
Bivacco Crozzon – „Ettore Castiglioni“ ist eine Biwakschachtel in der Brentagruppe im Trentino. Sie gehört der Società degli Alpinisti Tridentini (SAT) und verfügt über vier Schlafplätze.

## Beschreibung
Die Biwakschachtel liegt auf der nördlichsten und höchsten der drei Spitzen des Crozzon di Brenta auf einer Höhe von 3135 m s.l.m. Sie wurde 1957 von der SAT errichtet und dem aus dem Nonstal stammenden Trentiner Bergsteiger Ettore Castiglioni gewidmet. Das im Jahr 2000 renovierte Biwak dient als Schutzunterkunft für Seilschaften, die den Crozzon di Brenta auf einer der zahlreichen Routen besteigen.

## Zugänge
- Von der Cima Tosa, 3136 m ⊙ über den Südgrat in 2 Stunden (UIAA II)